# Championnat de GP3 Series 2018
Navigation
2017 2019 (Formule 3)
Le Championnat GP3 Series 2018 est la neuvième et dernier saison du championnat GP3 Series. Comportant 18 courses réparties en 9 manches, il démarre le 12 mai à Barcelone et se termine le 25 novembre à Yas Marina.

## Écuries et pilotes
Toutes les écuries disposent de châssis Dallara GP3/16 équipés de moteurs V6 3,4 litres atmosphériques Mecachrome (400 ch à 8000 tr/min) et chaussés de pneumatiques Pirelli.
| Écuries             | n° | Pilotes             | Manches |
| ------------------- | -- | ------------------- | ------- |
| ART Grand Prix      | 1  | Callum Ilott        | Toutes  |
| ART Grand Prix      | 2  | Anthoine Hubert     | Toutes  |
| ART Grand Prix      | 3  | Nikita Mazepin      | Toutes  |
| ART Grand Prix      | 4  | Jake Hughes         | Toutes  |
| Trident             | 5  | Pedro Piquet        | Toutes  |
| Trident             | 6  | Giuliano Alesi      | Toutes  |
| Trident             | 7  | Ryan Tveter         | Toutes  |
| Trident             | 8  | Alessio Lorandi     | 1-4     |
| Trident             | 8  | David Beckmann      | 5-9     |
| Jenzer Motorsport   | 9  | Tatiana Calderón    | Toutes  |
| Jenzer Motorsport   | 10 | Juan Manuel Correa  | Toutes  |
| Jenzer Motorsport   | 11 | David Beckmann      | 1-4     |
| Jenzer Motorsport   | 11 | Jannes Fittje       | 5-9     |
| Arden International | 14 | Gabriel Aubry       | Toutes  |
| Arden International | 15 | Julien Falchero     | 1-7     |
| Arden International | 15 | Sacha Fenestraz     | 8-9     |
| Arden International | 16 | Joey Mawson         | Toutes  |
| Campos Racing       | 18 | Leonardo Pulcini    | Toutes  |
| Campos Racing       | 19 | Simo Laaksonen      | Toutes  |
| Campos Racing       | 20 | Diego Menchaca      | Toutes  |
| MP Motorsport       | 22 | Dorian Boccolacci   | 1-5     |
| MP Motorsport       | 22 | Richard Verschoor   | 6-9     |
| MP Motorsport       | 23 | Will Palmer         | 1       |
| MP Motorsport       | 23 | Christian Lundgaard | 2       |
| MP Motorsport       | 23 | Devlin DeFrancesco  | 3-9     |
| MP Motorsport       | 24 | Niko Kari           | 1-7     |
| MP Motorsport       | 24 | Jehan Daruvala      | 9       |

## Résultats des tests de pré-saison
| Date         | Location             | Circuit              | Pilote le plus rapide | Équipe         | Tour le plus rapide |
| 2017         | 2017                 | 2017                 | 2017                  | 2017           | 2017                |
| ------------ | -------------------- | -------------------- | --------------------- | -------------- | ------------------- |
| 1er décembre | Abou Dabi            | Circuit Yas Marina   | Niko Kari             | MP Motorsport  | 1 min 54 s 960      |
| 2 décembre   | Abou Dabi            | Circuit Yas Marina   | Niko Kari             | MP Motorsport  | 1 min 54 s 733      |
| 3 décembre   | Abou Dabi            | Circuit Yas Marina   | Ferdinand Habsbourg   | MP Motorsport  | 1 min 54 s 869      |
| 2018         |                      |                      |                       |                |                     |
| 21 février   | Le Castellet, France | Circuit Paul-Ricard  | Jake Hughes           | ART Grand Prix | 1 min 49 s 456      |
| 22 février   | Le Castellet, France | Circuit Paul-Ricard  | Anthoine Hubert       | ART Grand Prix | 1 min 48 s 674      |
| 14 mars      | Espagne, Jerez       | Circuit de Jerez     | Anthoine Hubert       | ART Grand Prix | 1 min 30 s 449      |
| 15 mars      | Espagne, Jerez       | Circuit de Jerez     | Leonardo Pulcini      | Campos Racing  | 1 min 30 s 255      |
| 17 avril     | Espagne, Barcelone   | Circuit de Barcelone | Leonardo Pulcini      | Campos Racing  | 1 min 32 s 785      |
| 18 avril     | Espagne, Barcelone   | Circuit de Barcelone | Anthoine Hubert       | ART Grand Prix | 1 min 31 s 751      |

## Calendrier
| Manche | Manche | Date         | Événement                        | Circuit                      | Lieu              | Pays                |
| ------ | ------ | ------------ | -------------------------------- | ---------------------------- | ----------------- | ------------------- |
| 1      | C      | 12 mai       | F1 Grand Prix d'Espagne          | Circuit de Barcelone         | Barcelone         | Espagne             |
| 1      | S      | 13 mai       | F1 Grand Prix d'Espagne          | Circuit de Barcelone         | Barcelone         | Espagne             |
| 2      | C      | 23 juin      | F1 Grand Prix de France          | Circuit Paul-Ricard          | Le Castellet      | France              |
| 2      | S      | 24 juin      | F1 Grand Prix de France          | Circuit Paul-Ricard          | Le Castellet      | France              |
| 3      | C      | 8 juillet    | F1 Grand Prix d'Autriche         | Red Bull Ring                | Spielberg         | Autriche            |
| 3      | S      | 9 juillet    | F1 Grand Prix d'Autriche         | Red Bull Ring                | Spielberg         | Autriche            |
| 4      | C      | 15 juillet   | F1 Grand Prix de Grande-Bretagne | Circuit de Silverstone       | Silverstone       | Royaume-Uni         |
| 4      | S      | 16 juillet   | F1 Grand Prix de Grande-Bretagne | Circuit de Silverstone       | Silverstone       | Royaume-Uni         |
| 5      | C      | 29 juillet   | F1 Grand Prix de Hongrie         | Hungaroring                  | Budapest          | Hongrie             |
| 5      | S      | 30 juillet   | F1 Grand Prix de Hongrie         | Hungaroring                  | Budapest          | Hongrie             |
| 6      | C      | 26 août      | F1 Grand Prix de Belgique        | Circuit de Spa-Francorchamps | Spa-Francorchamps | Belgique            |
| 6      | S      | 27 août      | F1 Grand Prix de Belgique        | Circuit de Spa-Francorchamps | Spa-Francorchamps | Belgique            |
| 7      | C      | 2 septembre  | F1 Grand Prix d'Italie           | Autodromo Nazionale di Monza | Monza             | Italie              |
| 7      | S      | 3 septembre  | F1 Grand Prix d'Italie           | Autodromo Nazionale di Monza | Monza             | Italie              |
| 8      | C      | 29 septembre | F1 Grand Prix de Russie          | Autodrome de Sotchi          | Sotchi            | Russie              |
| 8      | S      | 30 septembre | F1 Grand Prix de Russie          | Autodrome de Sotchi          | Sotchi            | Russie              |
| 9      | C      | 25 novembre  | F1 Grand Prix d'Abou Dabi        | Circuit Yas Marina           | Abou Dabi         | Émirats arabes unis |
| 9      | S      | 26 novembre  | F1 Grand Prix d'Abou Dabi        | Circuit Yas Marina           | Abou Dabi         | Émirats arabes unis |

## Résultats de la saison 2018
| Manche | Manche | Circuit                      | Pole position     | Meilleur tour     | Pilote vainqueur  | Écurie gagnante |
| ------ | ------ | ---------------------------- | ----------------- | ----------------- | ----------------- | --------------- |
| 1      | C      | Circuit de Catalunya         | Leonardo Pulcini  | Anthoine Hubert   | Nikita Mazepin    | ART Grand Prix  |
| 1      | S      | Circuit de Catalunya         |                   | Giuliano Alesi    | Giuliano Alesi    | Trident Racing  |
| 2      | C      | Circuit Paul-Ricard          | Dorian Boccolacci | Anthoine Hubert   | Anthoine Hubert   | ART Grand Prix  |
| 2      | S      | Circuit Paul-Ricard          |                   | Anthoine Hubert   | Callum Ilott      | ART Grand Prix  |
| 3      | C      | Red Bull Ring                | Callum Ilott      | Leonardo Pulcini  | Callum Ilott      | ART Grand Prix  |
| 3      | S      | Red Bull Ring                |                   | Leonardo Pulcini  | Jake Hughes       | ART Grand Prix  |
| 4      | C      | Circuit de Silverstone       | Anthoine Hubert   | Callum Ilott      | Anthoine Hubert   | ART Grand Prix  |
| 4      | S      | Circuit de Silverstone       |                   | Callum Ilott      | Pedro Piquet      | Trident Racing  |
| 5      | C      | Hungaroring                  | Anthoine Hubert   | Nikita Mazepin    | Nikita Mazepin    | ART Grand Prix  |
| 5      | S      | Hungaroring                  |                   | Dorian Boccolacci | Dorian Boccolacci | MP Motorsport   |
| 6      | C      | Circuit de Spa-Francorchamps | David Beckmann    | Anthoine Hubert   | David Beckmann    | Trident Racing  |
| 6      | S      | Circuit de Spa-Francorchamps |                   | Nikita Mazepin    | Nikita Mazepin    | ART Grand Prix  |
| 7      | C      | Autodromo Nazionale Monza    | David Beckmann    | David Beckmann    | David Beckmann    | Trident Racing  |
| 7      | S      | Autodromo Nazionale Monza    |                   | Nikita Mazepin    | Pedro Piquet      | Trident Racing  |
| 8      | C      | Autodrome de Sotchi          | Leonardo Pulcini  | Nikita Mazepin    | Leonardo Pulcini  | Campos Racing   |
| 8      | S      | Autodrome de Sotchi          |                   | David Beckmann    | David Beckmann    | Trident Racing  |
| 9      | C      | Circuit Yas Marina           | Nikita Mazepin    | Nikita Mazepin    | Leonardo Pulcini  | Campos Racing   |
| 9      | S      | Circuit Yas Marina           |                   | Ryan Tveter       | Nikita Mazepin    | ART Grand Prix  |

## Classements
Système de points
Les points de la course principale sont attribués aux 10 premiers pilotes classés, tandis que les points de la course sprint sont attribués aux 8 premiers pilotes classés. La pole position de la course principale rapporte 4 points, et dans chaque course, 2 points sont attribués pour le meilleur tour en course réalisé par un pilote finissant dans le top 10. Ce système d'attribution des points est utilisé pour chaque manche du championnat.
Course principale :
| Position | 1er | 2e | 3e | 4e | 5e | 6e | 7e | 8e | 9e | 10e | Pole | MT |
| Points   | 25  | 18 | 15 | 12 | 10 | 8  | 6  | 4  | 2  | 1   | 4    | 2  |

Course sprint :
| Position | 1er | 2e | 3e | 4e | 5e | 6e | 7e | 8e | MT |
| Points   | 15  | 12 | 10 | 8  | 6  | 4  | 2  | 1  | 2  |

### Classement des pilotes
| Pos. | Pilote              | CAT  | CAT  | LEC  | LEC  | RBR  | RBR  | SIL  | SIL  | HUN   | HUN   | SPA | SPA  | MNZ  | MNZ  | SOC  | SOC  | YMC | YMC  | Points |
| ---- | ------------------- | ---- | ---- | ---- | ---- | ---- | ---- | ---- | ---- | ----- | ----- | --- | ---- | ---- | ---- | ---- | ---- | --- | ---- | ------ |
| 1    | Anthoine Hubert     | 2    | 2    | 1    | 7    | 17   | 9    | 1    | 4    | 3     | 3     | 3   | 2    | 2    | Dsq. | 3    | 4    | 3   | Abd. | 214    |
| 2    | Nikita Mazepin      | 1    | 10   | 2    | 5    | 13   | 7    | 2    | 7    | 1     | 12    | 5   | 1    | 5    | 3    | 2    | Abd. | 5   | 1    | 198    |
| 3    | Callum Ilott        | 3    | 7    | 8    | 1    | 1    | 6    | 3    | 5    | 6     | 2     | 6   | 3    | 3    | Dsq. | 13   | 18   | 4   | 4    | 167    |
| 4    | Leonardo Pulcini    | 4    | 9    | 4    | 8    | 2    | 3    | 6    | 6    | 2     | 4     | 15  | Abd. | 14   | 7    | 1    | 8    | 1   | 12   | 156    |
| 5    | David Beckmann      | 6    | 17   | 18   | 10   | 8    | Abd. | 14   | Abd. | 4     | 7     | 1   | Abd. | 1    | 5    | 5    | 1    | 2   | Abd. | 137    |
| 6    | Pedro Piquet        | 9    | Abd. | 6    | 2    | 4    | 2    | 7    | 1    | 12    | 9     | 4   | 5    | 7    | 1    | 15   | 11   | 12  | Abd. | 106    |
| 7    | Giuliano Alesi      | 7    | 1    | 3    | 6    | 6    | Abd. | 8    | 2    | 17†   | 16    | 9   | 6    | 6    | 2    | 14   | 17   | 6   | 10   | 100    |
| 8    | Jake Hughes         | 13   | 3    | 10   | 17   | 5    | 1    | Abd. | 8    | 16    | 14    | 7   | 4    | 9    | 4    | 7    | 16   | 7   | 2    | 85     |
| 9    | Ryan Tveter         | 17   | 14   | 11   | 9    | 7    | Abd. | 4    | 3    | 5     | 6     | 2   | 8    | 11   | 16   | 18   | 9    | 11  | 5    | 69     |
| 10   | Dorian Boccolacci   | 5    | 5    | Dsq. | 14   | 10   | 5    | 5    | 9    | 8     | 1     |     |      |      |      |      |      |     |      | 58     |
| 11   | Alessio Lorandi     | 11   | 16   | 5    | 4    | 3    | 4    | 10   | 12   |       |       |     |      |      |      |      |      |     |      | 42     |
| 12   | Juan Manuel Correa  | 8    | 4    | 9    | 12   | 19   | 13   | Abd. | 15   | 7     | 5     | 11  | 10   | 17   | Abd. | 9    | 5    | 8   | 6    | 42     |
| 13   | Joey Mawson         | 16   | 15   | 7    | 3    | Abd. | 10   | 9    | 13   | Abd.  | 18    | 8   | 17†  | 12   | 12   | 8    | 2    | 20  | 9    | 38     |
| 14   | Simo Laaksonen      | 15   | 8    | 13   | 11   | 9    | 15   | 13   | 16   | 14    | 11    | 12  | 13   | 4    | 8    | 6    | 14   | 9   | 3    | 36     |
| 15   | Richard Verschoor   |      |      |      |      |      |      |      |      |       |       | 17  | 7    | 8    | 9    | 4    | 3    | 14  | 7    | 30     |
| 16   | Tatiana Calderón    | Abd. | Abd. | 17   | 16   | 12   | 12   | Abd. | 10   | 11    | 8     | 10  | 9    | 15   | 6    | 10   | 7    | 10  | 8    | 11     |
| 17   | Niko Kari           | Abd. | 6    | Dsq. | Abd. | 11   | 8    | 11   | Abd. | Abd.  | Abd.  | 14  | 12   | 10   | 10   |      |      |     |      | 6      |
| 18   | Gabriel Aubry       | 12   | Abd. | 15   | Abd. | 16   | Abd. | Abd. | Abd. | 10    | 13    | 13  | 11   | Abd. | Abd. | 11   | 6    | 15  | 14   | 5      |
| 19   | Diego Menchaca      | 10   | 12   | 14   | Abd. | 14   | 16   | 12   | 11   | 9     | 10    | 19  | 16   | Abd. | 14   | Abd. | 15   | 18  | 16   | 3      |
| 20   | Jannes Fittje       |      |      |      |      |      |      |      |      | 13    | 17    | 20  | 15   | 16   | 11   | 12   | 10   | 13  | Abd. | 0      |
| 21   | Devlin DeFrancesco  |      |      |      |      | 18†  | 11   | 15   | 14   | Forf. | Forf. | 18  | Abd. | 13   | 15   | 17   | 12   | 17  | 11   | 0      |
| 22   | Julien Falchero     | 14   | 11   | 16   | 15   | 15   | 14   | Abd. | Abd. | 15    | 15    | 16  | 14   | Abd. | 13   |      |      |     |      | 0      |
| 23   | Christian Lundgaard |      |      | 12   | 13   |      |      |      |      |       |       |     |      |      |      |      |      |     |      | 0      |
| 24   | Sacha Fenestraz     |      |      |      |      |      |      |      |      |       |       |     |      |      |      | 16   | 13   | 16  | 15   | 0      |
| 25   | Will Palmer         | 18   | 13   |      |      |      |      |      |      |       |       |     |      |      |      |      |      |     |      | 0      |
| 26   | Jehan Daruvala      |      |      |      |      |      |      |      |      |       |       |     |      |      |      |      |      | 19  | 13   | 0      |
| Pos. | Pilote              | CAT  | CAT  | LEC  | LEC  | RBR  | RBR  | SIL  | SIL  | HUN   | HUN   | SPA | SPA  | MNZ  | MNZ  | SOC  | SOC  | YMC | YMC  | Points |

| Couleur  | Résultat                                                                                         |
| -------- | ------------------------------------------------------------------------------------------------ |
| Or       | Vainqueur                                                                                        |
| Argent   | 2e place                                                                                         |
| Bronze   | 3e place                                                                                         |
| Vert     | Classé dans les points                                                                           |
| Bleu     | Classé hors des points Non classé (Nc.)                                                          |
| Violet   | Abandon (Abd.)                                                                                   |
| Rouge    | Non qualifié (Nq.) Non pré-qualifié (Npq.)                                                       |
| Noir     | Disqualifié (Dsq.)                                                                               |
| Blanc    | Non partant (Np.) Forfait (Forf.) Suspendu (Susp.) Course annulée (A.)                           |
| Gras     | Pole position                                                                                    |
| Italique | Meilleur tour en course                                                                          |
| *        | Le pilote a abandonné mais est classé pour avoir parcouru plus de 90 % de la distance de course. |
| +        | Résultat en course Sprint (si arrivée dans les points).                                          |

### Classement des écuries
Seules les trois voitures les mieux classées de chaque équipe marquent des points pour ce championnat.
| Pos. | Écurie              | CAT  | CAT  | LEC  | LEC  | RBR  | RBR  | SIL  | SIL  | HUN   | HUN   | SPA | SPA  | MNZ  | MNZ  | SOC  | SOC | YMC | YMC  | Points |
| ---- | ------------------- | ---- | ---- | ---- | ---- | ---- | ---- | ---- | ---- | ----- | ----- | --- | ---- | ---- | ---- | ---- | --- | --- | ---- | ------ |
| 1    | ART Grand Prix      | 1    | 2    | 1    | 1    | 1    | 1    | 1    | 4    | 1     | 2     | 3   | 1    | 2    | 3    | 2    | 4   | 3   | 1    | 640    |
| 1    | ART Grand Prix      | 2    | 3    | 2    | 5    | 5    | 6    | 2    | 5    | 3     | 3     | 5   | 2    | 3    | 4    | 3    | 16  | 4   | 2    | 640    |
| 1    | ART Grand Prix      | 3    | 7    | 8    | 7    | 13   | 7    | 3    | 7    | 6     | 12    | 6   | 3    | 5    | Dsq. | 7    | 18  | 5   | 4    | 640    |
| 2    | Trident             | 7    | 1    | 3    | 2    | 3    | 2    | 4    | 1    | 4     | 7     | 1   | 5    | 1    | 1    | 5    | 1   | 2   | 5    | 433    |
| 2    | Trident             | 9    | 14   | 5    | 4    | 4    | 4    | 7    | 2    | 5     | 8     | 2   | 6    | 6    | 2    | 14   | 9   | 8   | 10   | 433    |
| 2    | Trident             | 11   | 16   | 6    | 6    | 6    | Abd. | 8    | 3    | 12    | 9     | 4   | 8    | 7    | 5    | 15   | 11  | 11  | Abd. | 433    |
| 3    | Campos Racing       | 4    | 8    | 4    | 8    | 2    | 3    | 6    | 6    | 2     | 4     | 12  | 13   | 4    | 7    | 1    | 8   | 1   | 3    | 195    |
| 3    | Campos Racing       | 10   | 9    | 13   | 11   | 9    | 15   | 12   | 11   | 9     | 10    | 15  | 16   | 14   | 8    | 6    | 14  | 9   | 16   | 195    |
| 3    | Campos Racing       | 15   | 12   | 14   | Abd. | 14   | 16   | 13   | 16   | 14    | 11    | 19  | Abd. | Abd. | 14   | Abd. | 15  | 18  | Abd. | 195    |
| 4    | MP Motorsport       | 5    | 5    | 12   | 13   | 10   | 5    | 5    | 9    | 8     | 1     | 14  | 7    | 8    | 9    | 4    | 3   | 14  | 7    | 94     |
| 4    | MP Motorsport       | 18   | 6    | Dsq. | 14   | 11   | 8    | 11   | 14   | Abd.  | Abd.  | 17  | 12   | 10   | 10   | 17   | 12  | 17  | 11   | 94     |
| 4    | MP Motorsport       | Abd. | 13   | Dsq. | Abd. | 18†  | 11   | 15   | Abd. | Forf. | Forf. | 18  | Abd. | 13   | 15   | DNP  | DNP | 19  | 13   | 94     |
| 5    | Jenzer Motorsport   | 6    | 4    | 9    | 10   | 8    | 12   | 14   | 10   | 7     | 5     | 10  | 9    | 15   | 6    | 9    | 5   | 8   | 6    | 65     |
| 5    | Jenzer Motorsport   | 8    | 17   | 17   | 12   | 12   | 13   | Abd. | 15   | 11    | 8     | 11  | 10   | 16   | 11   | 10   | 7   | 10  | 8    | 65     |
| 5    | Jenzer Motorsport   | Abd. | Abd. | 19   | 16   | 19   | Abd. | Abd. | Abd. | 13    | 17    | 20  | 15   | 17   | Abd. | 12   | 10  | 13  | Abd. | 65     |
| 6    | Arden International | 12   | 11   | 7    | 3    | 15   | 10   | 9    | 13   | 10    | 13    | 8   | 11   | 12   | 12   | 8    | 2   | 15  | 9    | 43     |
| 6    | Arden International | 14   | 15   | 15   | 15   | 16   | 14   | Abd. | Abd. | 15    | 15    | 13  | 14   | Abd. | 13   | 11   | 6   | 16  | 14   | 43     |
| 6    | Arden International | 16   | Abd. | 16   | Abd. | Abd. | Abd. | Abd. | Abd. | Abd.  | 18    | 16  | 17   | Abd. | Abd. | 16   | 13  | 20  | 15   | 43     |
| Pos. | Écurie              | CAT  | CAT  | LEC  | LEC  | RBR  | RBR  | SIL  | SIL  | HUN   | HUN   | SPA | SPA  | MNZ  | MNZ  | SOC  | SOC | YMC | YMC  | Points |

| Couleur  | Résultat                                                                                         |
| -------- | ------------------------------------------------------------------------------------------------ |
| Or       | Vainqueur                                                                                        |
| Argent   | 2e place                                                                                         |
| Bronze   | 3e place                                                                                         |
| Vert     | Classé dans les points                                                                           |
| Bleu     | Classé hors des points Non classé (Nc.)                                                          |
| Violet   | Abandon (Abd.)                                                                                   |
| Rouge    | Non qualifié (Nq.) Non pré-qualifié (Npq.)                                                       |
| Noir     | Disqualifié (Dsq.)                                                                               |
| Blanc    | Non partant (Np.) Forfait (Forf.) Suspendu (Susp.) Course annulée (A.)                           |
| Gras     | Pole position                                                                                    |
| Italique | Meilleur tour en course                                                                          |
| *        | Le pilote a abandonné mais est classé pour avoir parcouru plus de 90 % de la distance de course. |
| +        | Résultat en course Sprint (si arrivée dans les points).                                          |